# Yaak (rivière)
Yahk
 (janvier 2021).
La Yaak (Yahk au Canada) est une rivière du Canada et des États-Unis, affluent de la rivière Kootenai et donc sous-affluent du fleuve Columbia. Elle prend sa source dans la province canadienne de Colombie-Britannique puis s'écoule vers le sud avant d'entrer dans l'État américain du Montana où elle se jette dans la Kootenai à proximité de la ville de Troy.